# Liste des matchs de l'équipe de Montserrat de football par adversaire
Cette liste présente les matchs de l'équipe de Montserrat de football par adversaire rencontré.
- Haut – A
- B
- C
- D
- E
- F
- G
- H
- I
- J
- K
- L
- M
- N
- O
- P
- Q
- R
- S
- T
- U
- V
- W
- X
- Y
- Z

## A

### Anguilla

#### Confrontations
Confrontations en matchs officiels entre Anguilla et Montserrat :
|   | Date           | Lieu       | Match                 | Score | Compétition                                           |
| - | -------------- | ---------- | --------------------- | ----- | ----------------------------------------------------- |
| 1 | 14 mai 1991    | Castries   | Anguilla - Montserrat | 1-1   | Coupe caribéenne des nations 1991 (tour préliminaire) |
| 2 | 26 mars 1995   | Plymouth   | Montserrat - Anguilla | 3-2   | Coupe caribéenne des nations 1995 (tour préliminaire) |
| 3 | 2 avril 1995   | The Valley | Anguilla - Montserrat | 0-1   | Coupe caribéenne des nations 1995 (tour préliminaire) |
| 4 | 8 février 2001 | Marigot    | Anguilla - Montserrat | 4-1   | Coupe caribéenne des nations 2001 (tour préliminaire) |

#### Bilan
Au 28 août 2018 :
- Total de matchs disputés : 4
- Victoires de Montserrat : 2
- Matchs nuls : 1
- Victoires d'Anguilla : 1
- Total de buts marqués par Montserrat : 6
- Total de buts marqués par Anguilla : 7

### Antigua-et-Barbuda

#### Confrontations
Confrontations en matchs officiels entre Antigua-et-Barbuda et Montserrat :
|   | Date            | Lieu       | Match                           | Score | Compétition                                           |
| - | --------------- | ---------- | ------------------------------- | ----- | ----------------------------------------------------- |
| 1 | 15 avril 1992   | Basseterre | Antigua-et-Barbuda - Montserrat | 5-0   | Coupe caribéenne des nations 1992 (tour préliminaire) |
| 2 | 25 février 1994 | Basseterre | Antigua-et-Barbuda - Montserrat | 8-0   | Coupe caribéenne des nations 1994 (tour préliminaire) |
| 3 | 2 novembre 2004 | Basseterre | Montserrat - Antigua-et-Barbuda | 4-5   | Coupe caribéenne des nations 2005 (tour préliminaire) |

#### Bilan
Au 28 août 2018 :
- Total de matchs disputés : 3
- Victoires de Montserrat : 0
- Matchs nuls : 0
- Victoires d'Antigua-et-Barbuda : 3
- Total de buts marqués par Montserrat : 4
- Total de buts marqués par Antigua-et-Barbuda : 18

### Aruba

#### Confrontations
Confrontations en matchs officiels entre Aruba et Montserrat :
|   | Date             | Lieu       | Match              | Score | Compétition                                                        |
| - | ---------------- | ---------- | ------------------ | ----- | ------------------------------------------------------------------ |
| 1 | 16 novembre 2018 | Willemstad | Aruba - Montserrat | 0-2   | Ligue des nations de la CONCACAF 2019-2020 (tournoi de classement) |

#### Bilan
Au 30 novembre 2018 :
- Total de matchs disputés : 1
- Victoires de Montserrat : 1
- Matchs nuls : 0
- Victoires d'Aruba : 0
- Total de buts marqués par Montserrat : 2
- Total de buts marqués par Aruba : 0

## B

### Barbade

#### Confrontations
Confrontations entre la Barbade et Montserrat en matchs officiels :
|   | Date           | Lieu      | Match                | Score | Compétition                                        |
| - | -------------- | --------- | -------------------- | ----- | -------------------------------------------------- |
| 1 | 8 octobre 2010 | Kingstown | Montserrat - Barbade | 0-5   | Coupe caribéenne des nations 2010 (qualifications) |

#### Bilan
Au 28 août 2018 :
- Total de matchs disputés : 1
- Victoires de la Barbade : 1
- Matchs nuls : 0
- Victoires de Montserrat : 0
- Total de buts marqués par la Barbade : 5
- Total de buts marqués par Montserrat : 0

### Belize

#### Confrontations
Confrontations entre le Belize et Montserrat en matchs officiels :
|   | Date            | Lieu           | Match               | Score | Compétition                                                        |
| - | --------------- | -------------- | ------------------- | ----- | ------------------------------------------------------------------ |
| 1 | 15 juin 2011    | Couva          | Montserrat - Belize | 2-5   | Éliminatoires de la Coupe du monde 2014 (zone CONCACAF, 1er tour)  |
| 2 | 17 juillet 2011 | San Pedro Sula | Belize - Montserrat | 3-1   | Éliminatoires de la Coupe du monde 2014 (zone CONCACAF, 1er tour)  |
| 3 | 14 octobre 2018 | Lookout        | Montserrat - Belize | 1-0   | Ligue des nations de la CONCACAF 2019-2020 (tournoi de classement) |

#### Bilan
Au 16 octobre 2018 :
- Total de matchs disputés : 3
- Victoires du Belize : 2
- Matchs nuls : 0
- Victoires de Montserrat : 1
- Total de buts marqués par le Belize : 8
- Total de buts marqués par Montserrat : 4

### Bermudes

#### Confrontations
Confrontations entre les Bermudes et Montserrat en matchs officiels :
|   | Date            | Lieu     | Match                 | Score | Compétition                                                        |
| - | --------------- | -------- | --------------------- | ----- | ------------------------------------------------------------------ |
| 1 | 29 février 2004 | Hamilton | Bermudes - Montserrat | 13-0  | Éliminatoires de la Coupe du monde 2006 (zone CONCACAF - 1er tour) |
| 2 | 21 mars 2004    | Lookout  | Montserrat - Bermudes | 0-7   | Éliminatoires de la Coupe du monde 2006 (zone CONCACAF - 1er tour) |

#### Bilan
Au 28 août 2018 :
- Total de matchs disputés : 2
- Victoires des Bermudes : 2
- Matchs nuls : 0
- Victoires de Montserrat : 0
- Total de buts marqués par les Bermudes : 20
- Total de buts marqués par Montserrat : 0

### Bhoutan

#### Confrontations
Confrontations entre le Bhoutan et Montserrat en matchs officiels, :
|   | Date         | Lieu     | Match                | Score | Compétition  |
| - | ------------ | -------- | -------------------- | ----- | ------------ |
| 1 | 30 juin 2002 | Thimphou | Bhoutan - Montserrat | 4-0   | Match amical |

#### Bilan
Au 28 août 2018 :
- Total de matchs disputés : 1
- Victoires du Bhoutan : 1
- Matchs nuls : 0
- Victoires de Montserrat : 0
- Total de buts marqués par le Bhoutan : 4
- Total de buts marqués par Montserrat : 0

### Bonaire

#### Confrontations
Confrontations entre Bonaire et Montserrat en matchs officiels :
|   | Date        | Lieu    | Match                | Score | Compétition                                           |
| - | ----------- | ------- | -------------------- | ----- | ----------------------------------------------------- |
| 1 | 3 juin 2014 | Lookout | Montserrat - Bonaire | 0-0   | Éliminatoires de la Coupe caribéenne des nations 2014 |

#### Bilan
Au 28 août 2018 :
- Total de matchs disputés : 1
- Victoires de Bonaire : 0
- Matchs nuls : 1
- Victoires de Montserrat : 0
- Total de buts marqués par Bonaire : 0
- Total de buts marqués par Montserrat : 0

## C

### Curaçao

#### Confrontations
Confrontations entre Curaçao et Montserrat en matchs officiels :
|   | Date         | Lieu       | Match                | Score | Compétition                                                       |
| - | ------------ | ---------- | -------------------- | ----- | ----------------------------------------------------------------- |
| 1 | 27 mars 2015 | Willemstad | Curaçao - Montserrat | 2-1   | Éliminatoires de la Coupe du monde 2018 (zone CONCACAF, 1er tour) |
| 2 | 31 mars 2015 | Lookout    | Montserrat - Curaçao | 2-2   | Éliminatoires de la Coupe du monde 2018 (zone CONCACAF, 1er tour) |

#### Bilan
Au 28 août 2018 :
- Total de matchs disputés : 2
- Victoires de Curaçao : 1
- Matchs nuls : 1
- Victoires de Montserrat : 0
- Total de buts marqués par Curaçao : 4
- Total de buts marqués par Montserrat : 3

## I

### Îles Caïmans

#### Confrontations
Confrontations entre Montserrat et les îles Caïmans en matchs officiels :
|   | Date         | Lieu        | Match                     | Score | Compétition                                                        |
| - | ------------ | ----------- | ------------------------- | ----- | ------------------------------------------------------------------ |
| 1 | 22 mars 2019 | George Town | Îles Caïmans - Montserrat | 1-2   | Ligue des nations de la CONCACAF 2019-2020 (tournoi de classement) |

#### Bilan
Au 28 mars 2019 :
- Total de matchs disputés : 1
- Victoires de Montserrat : 1
- Matchs nuls : 0
- Victoires des îles Caïmans : 0
- Total de buts marqués par Montserrat : 2
- Total de buts marqués par les îles Caïmans : 1

### Îles Vierges britanniques

#### Confrontations
Confrontations entre les îles Vierges britanniques et Montserrat en matchs officiels :
|   | Date             | Lieu           | Match                                  | Score | Compétition                                           |
| - | ---------------- | -------------- | -------------------------------------- | ----- | ----------------------------------------------------- |
| 1 | 5 février 1999   | Road Town      | Îles Vierges britanniques - Montserrat | 3-1   | Coupe caribéenne des nations 1999 (tour préliminaire) |
| 2 | 7 février 1999   | Road Town      | Îles Vierges britanniques - Montserrat | 3-0   | Coupe caribéenne des nations 1999 (tour préliminaire) |
| 3 | 9 septembre 2012 | Fort-de-France | Îles Vierges britanniques - Montserrat | 0-7   | Coupe caribéenne des nations 2012 (qualifications)    |

#### Bilan
Au 28 août 2018 :
- Total de matchs disputés : 3
- Victoires des îles Vierges britanniques : 2
- Matchs nuls : 0
- Victoires de Montserrat : 1
- Total de buts marqués par les îles Vierges britanniques : 6
- Total de buts marqués par Montserrat : 8

### Îles Vierges des États-Unis

#### Confrontations
Confrontations entre les îles Vierges des États-Unis et Montserrat en matchs officiels :
|   | Date        | Lieu    | Match                                    | Score | Compétition                                           |
| - | ----------- | ------- | ---------------------------------------- | ----- | ----------------------------------------------------- |
| 1 | 30 mai 2014 | Lookout | Montserrat - Îles Vierges des États-Unis | 1-0   | Éliminatoires de la Coupe caribéenne des nations 2014 |

#### Bilan
Au 28 août 2018 :
- Total de matchs disputés : 1
- Victoires des îles Vierges des États-Unis : 0
- Matchs nuls : 0
- Victoires de Montserrat : 1
- Total de buts marqués par les îles Vierges des États-Unis : 0
- Total de buts marqués par Montserrat : 1

## M

### Martinique

#### Confrontations
Confrontations entre la Martinique et Montserrat en matchs officiels :
|   | Date             | Lieu           | Match                   | Score | Compétition                                        |
| - | ---------------- | -------------- | ----------------------- | ----- | -------------------------------------------------- |
| 1 | 7 septembre 2012 | Rivière-Pilote | Martinique - Montserrat | 5-0   | Coupe caribéenne des nations 2012 (qualifications) |

#### Bilan
Au 28 août 2018 :
- Total de matchs disputés : 1
- Victoires de la Martinique : 1
- Matchs nuls : 0
- Victoires de Montserrat : 0
- Total de buts marqués par la Martinique : 5
- Total de buts marqués par Montserrat : 0

## R

### République dominicaine

#### Confrontations
Confrontations entre la République dominicaine et Montserrat en matchs officiels :
|   | Date             | Lieu           | Match                               | Score | Compétition                                                              |
| - | ---------------- | -------------- | ----------------------------------- | ----- | ------------------------------------------------------------------------ |
| 1 | 5 mars 2000      | San Cristóbal  | République dominicaine - Montserrat | 3-0   | Éliminatoires de la Coupe du monde 2002 (zone CONCACAF - gr. Caraïbes 3) |
| 2 | 19 mars 2000     | Port-d'Espagne | Montserrat - République dominicaine | 1-3   | Éliminatoires de la Coupe du monde 2002 (zone CONCACAF - gr. Caraïbes 3) |
| 3 | 7 septembre 2019 | Lookout        | Montserrat - République dominicaine | 2-1   | Ligue des nations de la CONCACAF 2019-2020 (Ligue B - gr. B)             |
| 4 | 15 octobre 2019  | Saint-Domingue | République dominicaine - Montserrat | 0-0   | Ligue des nations de la CONCACAF 2019-2020 (Ligue B - gr. B)             |

#### Bilan
Au 20 novembre 2019 :
- Total de matchs disputés : 4
- Victoires de la République dominicaine : 2
- Matchs nuls : 1
- Victoires de Montserrat : 1
- Total de buts marqués par la République dominicaine : 7
- Total de buts marqués par Montserrat : 3

## S

### Saint-Christophe-et-Niévès

#### Confrontations
Confrontations entre Saint-Christophe-et-Niévès et Montserrat en matchs officiels :
|   | Date            | Lieu       | Match                                   | Score | Compétition                                           |
| - | --------------- | ---------- | --------------------------------------- | ----- | ----------------------------------------------------- |
| 1 | 17 avril 1992   | Basseterre | Saint-Christophe-et-Niévès - Montserrat | 10-0  | Coupe caribéenne des nations 1992 (tour préliminaire) |
| 2 | 23 février 1994 | Basseterre | Saint-Christophe-et-Niévès - Montserrat | 9-1   | Coupe caribéenne des nations 1994 (tour préliminaire) |
| 3 | 31 octobre 2004 | Basseterre | Saint-Christophe-et-Niévès - Montserrat | 6-1   | Coupe caribéenne des nations 2005 (tour préliminaire) |
| 4 | 10 octobre 2010 | Kingstown  | Saint-Christophe-et-Niévès - Montserrat | 4-0   | Coupe caribéenne des nations 2010 (qualifications)    |

#### Bilan
Au 28 août 2018 :
- Total de matchs disputés : 4
- Victoires de Saint-Christophe-et-Niévès : 4
- Matchs nuls : 0
- Victoires de Montserrat : 0
- Total de buts marqués par Saint-Christophe-et-Niévès : 29
- Total de buts marqués par Montserrat : 2

### Sainte-Lucie

#### Confrontations
Confrontations entre Sainte-Lucie et Montserrat en matchs officiels :
|   | Date              | Lieu       | Match                     | Score | Compétition                                                  |
| - | ----------------- | ---------- | ------------------------- | ----- | ------------------------------------------------------------ |
| 1 | 14 mai 1991       | Castries   | Sainte-Lucie - Montserrat | 3-0   | Coupe caribéenne des nations 1991 (tour préliminaire)        |
| 2 | 4 novembre 2004   | Basseterre | Sainte-Lucie - Montserrat | 3-0   | Coupe caribéenne des nations 2005 (tour préliminaire)        |
| 3 | 10 septembre 2019 | Lookout    | Montserrat - Sainte-Lucie | 1-1   | Ligue des nations de la CONCACAF 2019-2020 (Ligue B - gr. B) |
| 4 | 19 novembre 2019  | Gros Islet | Sainte-Lucie - Montserrat | 0-1   | Ligue des nations de la CONCACAF 2019-2020 (Ligue B - gr. B) |

#### Bilan
Au 20 novembre 2019 :
- Total de matchs disputés : 4
- Victoires de Sainte-Lucie : 2
- Matchs nuls : 1
- Victoires de Montserrat : 1
- Total de buts marqués par Sainte-Lucie : 7
- Total de buts marqués par Montserrat : 2

### Saint-Martin

#### Confrontations
Confrontations entre Saint-Martin et Montserrat en matchs officiels :
|   | Date           | Lieu        | Match                     | Score | Compétition                                           |
| - | -------------- | ----------- | ------------------------- | ----- | ----------------------------------------------------- |
| 1 | 6 février 2001 | Philipsburg | Saint-Martin - Montserrat | 3-1   | Coupe caribéenne des nations 2005 (tour préliminaire) |

#### Bilan
Au 28 août 2018 :
- Total de matchs disputés : 1
- Victoires de Saint-Martin : 1
- Matchs nuls : 0
- Victoires de Montserrat : 0
- Total de buts marqués par Saint-Martin : 3
- Total de buts marqués par Montserrat : 1

### Saint-Vincent-et-les-Grenadines

#### Confrontations
Confrontations entre Saint-Vincent-et-les-Grenadines et Montserrat en matchs officiels :
|   | Date           | Lieu      | Match                                        | Score | Compétition                                           |
| - | -------------- | --------- | -------------------------------------------- | ----- | ----------------------------------------------------- |
| 1 | 1er mai 1995   | Kingstown | Saint-Vincent-et-les-Grenadines - Montserrat | 9-0   | Coupe caribéenne des nations 1991 (tour préliminaire) |
| 2 | 7 mai 1995     | Plymouth  | Montserrat - Saint-Vincent-et-les-Grenadines | 0-11  | Coupe caribéenne des nations 1995 (tour préliminaire) |
| 3 | 6 octobre 2010 | Kingstown | Saint-Vincent-et-les-Grenadines - Montserrat | 7-0   | Coupe caribéenne des nations 2010 (qualifications)    |

#### Bilan
Au 28 août 2018 :
- Total de matchs disputés : 3
- Victoires de Saint-Vincent-et-les-Grenadines : 3
- Matchs nuls : 0
- Victoires de Montserrat : 0
- Total de buts marqués par Saint-Vincent-et-les-Grenadines : 27
- Total de buts marqués par Montserrat : 0

### Salvador

#### Confrontations
Confrontations en matchs officiels entre le Salvador et Montserrat :
|   | Date             | Lieu         | Match                 | Score | Compétition                                                        |
| - | ---------------- | ------------ | --------------------- | ----- | ------------------------------------------------------------------ |
| 1 | 8 septembre 2018 | Lookout      | Montserrat - Salvador | 1-2   | Ligue des nations de la CONCACAF 2019-2020 (tournoi de classement) |
| 2 | 12 octobre 2019  | Lookout      | Montserrat - Salvador | 0-2   | Ligue des nations de la CONCACAF 2019-2020 (Ligue B - gr. B)       |
| 3 | 16 novembre 2019 | San Salvador | Salvador - Montserrat | 1-0   | Ligue des nations de la CONCACAF 2019-2020 (Ligue B - gr. B)       |

#### Bilan
Au 20 novembre 2019 :
- Total de matchs disputés : 3
- Victoires de Montserrat : 0
- Matchs nuls : 0
- Victoires du Salvador : 3
- Total de buts marqués par Montserrat : 1
- Total de buts marqués par le Salvador : 5

### Suriname

#### Confrontations
Confrontations entre le Suriname et Montserrat en matchs officiels :
|   | Date             | Lieu        | Match                 | Score | Compétition                                                       |
| - | ---------------- | ----------- | --------------------- | ----- | ----------------------------------------------------------------- |
| 1 | 26 mars 2008     | Tunapuna    | Suriname - Montserrat | 7-1   | Éliminatoires de la Coupe du monde 2010 (zone CONCACAF, 1er tour) |
| 2 | 5 septembre 2012 | Le Lamentin | Montserrat - Suriname | 1-7   | Coupe caribéenne des nations 2012 (qualifications)                |

#### Bilan
Au 28 août 2018 :
- Total de matchs disputés : 2
- Victoires du Suriname : 2
- Matchs nuls : 0
- Victoires de Montserrat : 0
- Total de buts marqués par le Suriname : 14
- Total de buts marqués par Montserrat : 2